# Jean-Baptiste Colbert
Jean-Baptiste Colbert (n. 29 august 1619, Reims, Regatul Franței – d. 6 septembrie 1683, Paris, Regatul Franței) a fost un economist francez, reprezentant al Școlii mercantiliste de economie.
El a fost descris de Mme de Sévigné ca "Le Nord" (nordul), pentru că a fost insensibil.